# Essie Jain
Pour les articles homonymes, voir Jain.
Essie Jain est une autrice-compositrice-interprète anglaise installée à New York. Elle a publié  trois albums, le plus récent est un recueil de berceuses intitulé Until The Light of Morning.

## Biographie
Essie Jain est née et a grandi à Londres, Royaume-Uni. Elle reçoit une éducation musicale riche et variée la prédestinant à l'opéra, au cours de laquelle elle apprend notamment à jouer du piano et du violoncelle ; à cette même époque elle pratique également le chant lyrique.

### Débuts
Essie Jain s'installe à New York deux semaines avant le 11 septembre 2001. Elle joue de la musique de façon privée jusqu'en 2004, année où elle commence à enregistrer ses performances sur un "8-Pistes".
Elle publie son premier titre intitulé Why sur la compilation The Sound the Hare Heard parue en 2006. Sur cet album, elle figure parmi de nombreux autres artistes tels que Sufjan Stevens et Colin Meloy. L'initiative du projet revient au fondateur du label Kill Rock Stars, Slim Moon. En 2006, elle participe au projet de Vincent Moon, les concerts à emporter. Sur la vidéo issue de cette expérience Essie Jain interprète les chansons Understand et Glory au chant et à la guitare acoustique. Ces deux chansons paraitront sur son premier album sorti un an plus tard en 2007.

### Depuis 2007
En février 2007 sort aux États-Unis son premier album studio: We Made This Ourselves. Il sortira dans le monde quelques mois plus tard. La version américaine de 2007 sort sur le label Da Da Bing Records alors que la version mondiale de 2008 figure elle sur The Leaf Label. Le style de l'album est folk, ce qui vaut à Essie Jain d'être comparée aux musiciens anglais Sandy Denny et Vashti Bunyan. Les titres les plus populaires de l'album sont Understand, Glory et Haze.
Fin 2008 sort son deuxième album, il est intitulé The Inbetween. L'album reçoit un accueil dithyrambique dans la presse anglosaxonne spécialisée. Il est dans la continuité du précédent : la plupart des chansons sont basées sur un piano-voix sur lequel s'ajoutent parfois différents instruments (Guitare, chœurs...). Sur la version mondiale parue six mois plus tard figure deux chansons supplémentaires et la couverture est changée. Durant l'année suivante tout en préparant son prochain album Essie Jain donne une série de concerts comme le 16 février 2009 à l'épicerie moderne à Lyon.
Son troisième album Until The Light of Morning s'inscrit dans un projet nouveau pour Essie Jain : c'est un recueil de berceuses et de musiques douces. Il se situe à l'interface de la musique folk et de chansons enfantines. Ce qui donne un résultat stupéfiant aux mélodies particulièrement prononcées. L'album sort dans le monde un peu plus tard que la version américaine mais lui est identique. Cet album est labellisé sur le projet Until The Light of Morning dédié aux publications destinées aux enfants mais aussi à toutes les personnes qui y seront sensibles.
En France la sortie de ce troisième album sera un peu plus médiatisée. L'album atteindra la première position du classement des musiques les plus téléchargées Itunes, dans la rubrique musique pour enfants, le 24 février 2011.

## Influences
Essie Jain témoigne d'influences très variées. Elle affirme être plus inspirée par l'air du temps que par un artiste particulier.
Elle a déclaré être probablement et inconsciemment inspirée par les nombreux films musicaux qu'elle a pu regarder durant son enfance.
Pour Essie Jain la qualité des paroles d'une chanson est primordiale, et comme elle le dit elle-même : « parfois je prête plus d'attention aux paroles d'une chanson qu'à sa musique ».

## Discographie

### Albums
- We Made This Ourselves, seulement pour les États-Unis, Ba Da Bing, 13 février 2007.
- We Made This Ourselves, sortie mondiale, The Leaf Label, 31 mars 2008.
- The Inbetween, seulement pour les États-Unis, Ba Da Bing, 13 mai 2008.
- The Inbetween, version mondiale, The Leaf Label, 17 novembre 2008.
- Until The Light of Morning, Light of Morning, version unique, février 2010.

### Participations
- Titre Why sur la compilation The Sound the Hare Heard, Kill Rock Stars, sorti en 2006